# RK Strumica
Maillots
Le RK Strumica est un club de handball basé à Strumica en Macédoine du Nord.

## Histoire
Le club est fondé en 1954, lorsque la section handball du Partizan Strumica prend son indépendance.
Le club participe à la première saison du Championnat de Macédoine mais est relégué l'issue de la saison 1992/1993 et se retrouve dans l'ombre de l'élite du handball macédonien.
Le club remonte parmi en Super League à l'issue de la saison 2001/2002 et depuis, il monte en puissance au point d'entreprendre des campagnes européennes. Ainsi, lors de la saison 2013/2014, le club réalise un superbe parcours en Coupe de l'EHF puisque après avoir réussi à vaincre le club israélien du Maccabi Tel-Aviv lors du deuxième tour, puis les danois de l'AGF Aarhus Håndbold, le club est éliminé de la compétition lors des phases de groupe puisqu'il finit dernier du groupe 2 derrière les Français du Montpellier Handball, les Portugais du Sporting Portugal et les Danois du Skjern Håndbold, ce qui représente tout de même une bonne première campagne européenne. En revanche, la saison suivante, Strumica est éliminé du premier tour de la Coupe de l'EHF 2014-2015 par le club polonais du Górnik Zabrze.
Au cours de la saison 2015-2016, l'équipe connait des problèmes financiers qui ont conduit la plupart des joueurs à quitter l'équipe. Même s'il parvient à terminer troisièmes du Championnat de Macédoine, le club fait faillite et à compter du début de la saison 2016-17, le club ne fonctionne qu'avec une équipe de jeunesa.

## Campagne européenne
| Saison    | Compétition    | Manche          | Date Aller       | Club                 | Aller   | Total   | Retour  | Club            | Date Retour       |
| --------- | -------------- | --------------- | ---------------- | -------------------- | ------- | ------- | ------- | --------------- | ----------------- |
| 2013-2014 | Coupe de l'EHF | Deuxième tour   | 12 octobre 2013  | Maccabi Tel-Aviv     | 26 - 26 | 49 - 56 | 23 - 30 | RK Strumica     | 19 octobre 2013   |
| 2013-2014 | Coupe de l'EHF | Troisième tour  | 23 novembre 2013 | AGF Aarhus           | 29 - 26 | 53 - 59 | 24 - 33 | RK Strumica     | 30 novembre 2013  |
| 2013-2014 | Coupe de l'EHF | Phase de groupe | 9 février 2014   | Montpellier Handball | 41-22   | /       | 32-19   | RK Strumica     | 22 mars 2014      |
| 2013-2014 | Coupe de l'EHF | Phase de groupe | 12 février 2014  | RK Strumica          | 23-24   | /       | 20-31   | Skjern Håndbold | 29 mars 2014      |
| 2013-2014 | Coupe de l'EHF | Phase de groupe | 23 février 2014  | Sporting Portugal    | 39-22   | /       | 36-24   | RK Strumica     | 16 mars 2014      |
| 2014-2015 | Coupe de l'EHF | Premier tour    | 6 septembre 2014 | Górnik Zabrze        | 36-25   | 70-52   | 34-27   | RK Strumica     | 13 septembre 2014 |